# パリメトロ7bis線
7bis線（7ビスせん、フランス語: Ligne 7bis）は、パリ交通公団（RATP）の運営するフランスの首都パリを含むイル＝ド＝フランス地域圏のメトロ（地下鉄）路線の一つ。パリ市内東部のルイ・ブラン駅とプレ・サン＝ジェルヴェ駅とを結ぶ。1967年に7号線から独立する形で開業。

## 概要
パリ東部のルイ・ブラン駅から東に向かい、プレ・サン＝ジェルヴェ駅に至る。途中、ボザリ駅から南北に分岐し、終点のプレ・サン＝ジェルヴェ駅で合流する。路線の長さは3.1キロメートルで、パリのメトロでは、3bis線に次ぐ短さである。
元々は7号線の一部だったが、1967年、7号線本線との運行頻度の開きが大きかったため「7bis線」として独立した路線となった。沿線にビュット・ショーモン公園を抱える。

7bis線の路線図

## 歴史

### 年表
- 1911年1月18日 - 7号線の支線としてルイ・ブラン駅とプレ・サン＝ジェルヴェ駅の区間が開業。
- 1967年12月3日 - 7bis線から切り離され、7bis線として独立する。

## 沿線概況
7bis線西端のルイ・ブラン駅は、パリ東駅に近く、その北東に位置している。路線は、ここから東に伸び、ボザリ駅で南北に分岐する。北側の分岐線はダニューヴ駅を、南側の分岐線はプラス・デ・フェット駅をそれぞれ経て、終点のプレ・サン＝ジェルヴェ駅で再び合流する。北側の分岐線は西のルイ・ブラン駅方面への、南側の分岐線は東のプラス・デ・フェット駅方面への一方通行となっている。

## 駅一覧
|   | 駅名                     | 駅名              | 接続路線                                            | 所在地 | 所在地     |
| - | ------------------------ | ----------------- | --------------------------------------------------- | ------ | ---------- |
|   | ルイ・ブラン駅           | Louis Blanc       | メトロ： 7号線                                      | パリ   | 10区       |
|   | ジョレス駅               | Jaurès            | メトロ： 2号線、 5号線                              | パリ   | 10区、19区 |
|   | ボリヴァル駅             | Bolivar           |                                                     | パリ   | 19区       |
|   | ビュット・ショーモン駅   | Buttes Chaumont   |                                                     | パリ   | 19区       |
|   | ボザリ駅                 | Botzaris          |                                                     | パリ   | 19区       |
| ↓ | プラス・デ・フェット駅   | Place des Fêtes   | メトロ： 11号線                                     | パリ   | 19区       |
| ↓ | プレ・サン＝ジェルヴェ駅 | Pré Saint-Gervais | トラム： 3b線（オピタル・ロベール＝ドゥブレ停留所） | パリ   | 19区       |
| ↓ | ダニューヴ駅             | Danube            |                                                     | パリ   | 19区       |
|   | ボザリ駅                 | Botzaris          |                                                     | パリ   | 19区       |

- ボザリ駅からプレ・サン＝ジェルヴェ駅方面は上表にて上から下方向のみの運転。
- 全線各駅停車、快速運転はない。
- 全線を通して地下区間。

## 今後の予定

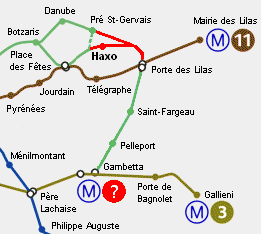
3bis線と7bis線の統合計画図

3bis線と統合した上で、新たな路線として開業する予定で現在準備が進められている。3bis線と7bis線を結ぶ既存の連絡線を利用する計画で、同連絡線上にあるアクソ駅も完工から約90年を経て晴れて開業する運びとなる。同時に西側の終点が現行のルイ・ブラン駅から一駅先のシャトー・ランドン駅まで延長される計画で、2013年から2020年までに運行開始の予定。